# Superliga Série A 2013-2014 (maschile)
La Superliga Série A 2013-2014, 36ª edizione della massima serie del campionato brasiliano maschile di pallavolo, si è svolta dal 7 settembre 2013 al 13 aprile 2014: al torneo hanno partecipato 12 squadre di club brasiliane e la vittoria finale è andata per la seconda volta al Sada.

## Regolamento

### Formula
Le squadre hanno disputato un girone all'italiana, con gare di andata e ritorno, per un totale di ventidue giornate; al termine della regular season:
- Le prime otto classificate hanno avuto accesso ai play-off scudetto, strutturati in quarti di finale, semifinali e finale, giocando sempre al meglio di due vittorie su tre gare, con incroci basati sul piazzamento in stagione regolare.

Era previsto un quadrangolare tra le formazioni non qualificate ai play-off scudetto per decidere la formazione retrocessa, ma il torneo è stato cancellato e non c'è stata alcuna retrocessione in Superliga Série B.

### Criteri di classifica
Se il risultato finale è stato di 3-0 o 3-1 sono stati assegnati 3 punti alla squadra vincente e 0 a quella sconfitta, se il risultato finale è stato di 3-2 sono stati assegnati 2 punti alla squadra vincente e 1 a quella sconfitta.
L'ordine del posizionamento in classifica è stato definito in base a:
- Punti;
- Numero di partite vinte;
- Ratio dei set vinti/persi;
- Ratio dei punti realizzati/subiti.

Per la prima volta è stato utilizzato un sistema che prevede la conquista del set a 21 punti (con la differenza minima di due), fatta eccezione del quinto set col classico punteggio a 15 (con la differenza di due punti).

## Squadre partecipanti
Alla Superliga Série A 2013-2014 partecipano dodici squadre; tra i club aventi diritto di partecipazione:
- Il Montecristo è il club promosso dalla Liga Nacional.
- Il GRER ha cessato le proprie attività.
- Il neonato VBCE è stato ammesso a completamento dell'organico.

| Club          | Stagione | Città                 | Impianto                                          | Stagione precedente      |
| ------------- | -------- | --------------------- | ------------------------------------------------- | ------------------------ |
| APAV          | dettagli | Canoas                | Ginásio Poliesportivo La Salle                    | 6ª in Superliga Série A  |
| BVC           | dettagli | Campinas              | Ginásio do Taquaral                               | 5ª in Superliga Série A  |
| Juiz de Fora  | dettagli | Juiz de Fora          | Ginásio UFJF                                      | 10ª in Superliga Série A |
| Funvic        | dettagli | Taubaté               | Ginásio do Abaeté                                 | 12ª in Superliga Série A |
| Minas         | dettagli | Belo Horizonte        | Arena Juscelino Kubitschek                        | 4ª in Superliga Série A  |
| Montecristo   | dettagli | Montes Claros         | Ginásio Municipal Tancredo Neves                  | 1ª in Superliga Série B  |
| RJ            | dettagli | Rio de Janeiro        | Ginásio do Tijuca Tênis Clube                     | Campione del Brasile     |
| Sada          | dettagli | Belo Horizonte        | Ginásio do Riacho                                 | 2ª in Superliga Série A  |
| Sesi          | dettagli | San Paolo             | Ginásio do Sesi                                   | 3ª in Superliga Série A  |
| São Bernardo  | dettagli | São Bernardo do Campo | Ginásio Poliesportivo Adib Moysés Dib             | 8ª in Superliga Série A  |
| VBCE          | dettagli | Maringá               | Ginásio Chico Neto                                | -                        |
| Volta Redonda | dettagli | Volta Redonda         | Ginásio Poliesportivo General Euclydes Figueiredo | 7ª in Superliga Série A  |

## Torneo

### Regular season

#### Risultati
| Prima giornata |                      |     |                            |
|                |                      |     |                            |
| 14-09          | RJ - VBCE            | 3-1 | 22-20, 19-21, 21-16, 21-14 |
| 13-09          | Sada - Montecristo   | 3-0 | 21-17, 21-18, 21-19        |
| 14-09          | Funvic - Sesi        | 0-3 | 14-21, 16-21, 14-21        |
| 14-09          | São Bernardo - BVC   | 0-3 | 11-21, 14-21, 16-21        |
| 14-09          | APAV - Volta Redonda | 3-1 | 21-16, 21-19, 19-21, 21-16 |
| 30-10          | Juiz de Fora - Minas | 0-3 | 23-25, 15-21, 19-21        |

| Seconda giornata |                      |     |                                   |
|                  |                      |     |                                   |
| 21-09            | VBCE - APAV          | 3-0 | 22-20, 21-15, 21-14               |
| 21-09            | BVC - Volta Redonda  | 3-1 | 20-22, 21-17, 21-18, 21-17        |
| 21-09            | Juiz de Fora - Sesi  | 2-3 | 19-21, 28-26, 16-21, 21-18, 10-15 |
| 21-09            | Sada - Funvic        | 3-1 | 19-21, 21-18, 21-10, 21-19        |
| 21-09            | Montecristo - RJ     | 1-3 | 21-17, 21-23, 13-21, 15-21        |
| 10-12            | Minas - São Bernardo | 3-0 | 23-21, 21-18, 21-16               |

| Terza giornata |                       |     |                                   |
|                |                       |     |                                   |
| 25-09          | Sada - Juiz de Fora   | 3-0 | 21-13, 21-15, 21-11               |
| 28-09          | São Bernardo - Sesi   | 0-3 | 19-21, 20-22, 10-21               |
| 12-10          | Funvic - RJ           | 0-3 | 15-21, 12-21, 16-21               |
| 16-10          | Montecristo - VBCE    | 1-3 | 19-21, 17-21, 21-16, 13-21        |
| 16-10          | Volta Redonda - Minas | 1-3 | 17-21, 17-21, 21-17, 17-21        |
| 16-10          | APAV - BVC            | 3-2 | 21-19, 21-16, 13-21, 17-21, 15-10 |

| Quarta giornata |                      |     |                            |
|                 |                      |     |                            |
| 07-09           | Sada - São Bernardo  | 3-0 | 21-16, 21-15, 21-16        |
| 05-10           | VBCE - BVC           | 0-3 | 18-21, 19-21, 18-21        |
| 19-10           | Minas - APAV         | 3-0 | 21-16, 21-18, 21-16        |
| 22-10           | Sesi - Volta Redonda | 3-1 | 21-18, 19-21, 21-19, 21-16 |
| 22-10           | RJ - Juiz de Fora    | 3-0 | 21-15, 21-13, 21-15        |
| 22-10           | Montecristo - Funvic | 3-0 | 29-27, 21-14, 21-17        |

| Quinta giornata |                            |     |                            |
|                 |                            |     |                            |
| 18-09           | Volta Redonda - Sada       | 1-3 | 18-21, 23-21, 10-21, 15-21 |
| 23-10           | BVC - Minas                | 3-0 | 29-27, 21-8, 21-19         |
| 24-10           | Sesi - APAV                | 3-0 | 21-17, 21-18, 21-13        |
| 26-10           | Funvic - VBCE              | 0-3 | 12-21, 11-21, 18-21        |
| 26-10           | Juiz de Fora - Montecristo | 3-1 | 21-19, 20-22, 23-21, 21-15 |
| 26-10           | São Bernardo - RJ          | 0-3 | 20-22, 19-22, 20-22        |

| Sesta giornata |                            |     |                                  |
|                |                            |     |                                  |
| 02-11          | VBCE - Minas               | 3-0 | 21-18, 21-19, 23-21              |
| 02-11          | Sesi - BVC                 | 3-0 | 21-15, 21-11, 21-17              |
| 01-11          | Sada - APAV                | 3-0 | 26-24, 21-18, 21-15              |
| 02-11          | RJ - Volta Redonda         | 3-0 | 22-20, 21-18, 21-17              |
| 01-11          | Montecristo - São Bernardo | 2-3 | 21-16, 21-18, 20-22, 17-21, 7-15 |
| 09-11          | Funvic - Juiz de Fora      | 3-1 | 21-19, 22-24, 21-16, 22-20       |

| Settima giornata |                             |     |                                   |
|                  |                             |     |                                   |
| 19-12            | Sada - BVC                  | 2-3 | 21-19, 12-21, 21-18, 24-26, 14-16 |
| 23-11            | Juiz de Fora - VBCE         | 3-1 | 21-19, 10-21, 21-18, 25-23        |
| 26-11            | São Bernardo - Funvic       | 3-1 | 21-18, 21-17, 17-21, 22-20        |
| 26-11            | Volta Redonda - Montecristo | 1-3 | 21-19, 12-21, 18-21, 14-21        |
| 10-12            | APAV - RJ                   | 1-3 | 19-21, 21-12, 16-21, 19-21        |
| 18-12            | Minas - Sesi                | 1-3 | 21-16, 20-22, 19-21, 14-21        |

| Ottava giornata |                             |     |                                   |
|                 |                             |     |                                   |
| 30-11           | VBCE - Sesi                 | 0-3 | 21-23, 21-23, 19-21               |
| 30-11           | Sada - Minas                | 3-1 | 13-21, 21-19, 21-19, 21-18        |
| 30-11           | RJ - BVC                    | 3-2 | 21-19, 23-21, 18-21, 12-21, 15-13 |
| 30-11           | Montecristo - APAV          | 1-3 | 15-21, 18-21, 21-18, 17-21        |
| 30-11           | Funvic - Volta Redonda      | 0-3 | 16-21, 14-21, 19-21               |
| 30-11           | Juiz de Fora - São Bernardo | 2-3 | 21-18, 20-22, 18-21, 21-15, 14-16 |

| Nona giornata |                              |     |                                   |
|               |                              |     |                                   |
| 04-12         | São Bernardo - VBCE          | 3-1 | 21-18, 24-26, 21-18, 22-20        |
| 04-12         | Volta Redonda - Juiz de Fora | 3-0 | 21-16, 21-15, 21-19               |
| 04-12         | APAV - Funvic                | 3-1 | 21-13, 17-21, 21-17, 22-20        |
| 05-12         | BVC - Montecristo            | 3-2 | 15-21, 22-20, 21-19, 20-22, 16-14 |
| 04-12         | Minas - Rio de Janerio       | 3-2 | 21-18, 18-21, 18-21, 24-22, 17-15 |
| 03-12         | Sesi - Sada                  | 0-3 | 14-21, 16-21, 14-21               |

| Decima giornata |                              |     |                                  |
|                 |                              |     |                                  |
| 07-12           | VBCE - Sada                  | 0-3 | 12-21, 19-21, 11-21              |
| 07-12           | RJ - Sesi                    | 1-3 | 19-21, 22-24, 22-20, 19-21       |
| 07-12           | Montecristo - Minas          | 3-0 | 21-15, 21-18, 21-17              |
| 07-12           | Funvic - BVC                 | 2-3 | 21-19, 16-21, 9-21, 21-15, 19-21 |
| 07-12           | Juiz de Fora - APAV          | 0-3 | 19-21, 19-21, 14-21              |
| 07-12           | São Bernardo - Volta Redonda | 3-1 | 21-16, 17-21, 21-18, 24-22       |

| Undicesima giornata |                      |     |                                   |
|                     |                      |     |                                   |
| 14-12               | Volta Redonda - VBCE | 0-3 | 22-24, 17-21, 17-21               |
| 14-12               | APAV - São Bernardo  | 3-2 | 17-21, 21-15, 21-17, 19-21, 15-13 |
| 13-12               | BVC - Juiz de Fora   | 3-0 | 24-22, 24-22, 23-21               |
| 14-12               | Minas - Funvic       | 3-1 | 22-20, 14-21, 21-11, 21-18        |
| 14-12               | Sesi - Montecristo   | 3-2 | 21-15, 20-22, 18-21, 21-13, 15-13 |
| 14-12               | Sada - RJ            | 3-1 | 21-12, 21-18, 19-21, 21-13        |

| Dodicesima giornata |                      |     |                                   |
|                     |                      |     |                                   |
| 21-12               | VBCE - RJ            | 3-2 | 21-19, 18-21, 16-21, 21-18, 15-13 |
| 30-01               | Montecristo - Sada   | 1-3 | 16-21, 22-20, 17-21, 14-21        |
| 22-12               | Sesi - Funvic        | 3-0 | 21-18, 21-15, 21-15               |
| 29-01               | Minas - Juiz de Fora | 2-3 | 16-21, 21-11, 17-21, 21-14, 8-15  |
| 22-12               | BVC - São Bernardo   | 3-1 | 21-14, 14-21, 22-20, 24-22        |
| 20-12               | Volta Redonda - APAV | 2-3 | 21-14, 17-21, 21-16, 16-21, 12-15 |

| Tredicesima giornata |                      |     |                                   |
|                      |                      |     |                                   |
| 28-12                | APAV - VBCE          | 3-1 | 18-21, 21-19, 21-12, 22-20        |
| 29-12                | Volta Redonda - BVC  | 3-0 | 24-22, 21-16, 24-22               |
| 29-12                | São Bernardo - Minas | 0-3 | 16-21, 24-26, 19-21               |
| 28-12                | Sesi - Juiz de Fora  | 3-0 | 21-13, 21-17, 21-15               |
| 28-12                | Funvic - Sada        | 3-2 | 21-18, 21-15, 20-22, 19-21, 17-15 |
| 28-12                | RJ - Montecristo     | 3-0 | 29-27, 26-24, 21-19               |

| Quattordicesima giornata |                       |     |                            |
|                          |                       |     |                            |
| 07-01                    | VBCE - Montecristo    | 3-1 | 21-11, 21-12, 17-21, 21-19 |
| 07-01                    | RJ - FINVIC           | 0-3 | 9-21, 13-21, 20-22         |
| 07-01                    | Juiz de Fora - Sada   | 0-3 | 11-21, 11-21, 18-21        |
| 07-01                    | Minas - Volta Redonda | 3-0 | 21-16, 21-15, 21-18        |
| 07-01                    | BVC - APAV            | 3-1 | 21-15 14-21 21-12 21-17    |
| 08-01                    | Sesi - São Bernardo   | 3-0 | 21-19, 21-19, 21-15        |

| Quindicesima giornata |                      |     |                                   |
|                       |                      |     |                                   |
| 11-01                 | BVC - VBCE           | 3-0 | 21-14, 21-17, 21-15               |
| 11-01                 | APAV - Minas         | 2-3 | 21-19, 21-16, 19-21, 14-21, 13-15 |
| 11-01                 | Volta Redonda - Sesi | 0-3 | 15-21, 17-21, 19-21               |
| 11-01                 | São Bernardo - Sada  | 2-3 | 21-19, 17-21, 19-21, 21-19, 10-15 |
| 11-01                 | Juiz de Fora - RJ    | 1-3 | 24-26, 15-21, 21-19, 19-21        |
| 11-01                 | Funvic - Montecristo | 3-1 | 21-19, 18-21, 21-12, 21-16        |

| Sedicesima giornata |                            |     |                            |
|                     |                            |     |                            |
| 18-02               | VBCE - Funvic              | 0-3 | 19-21, 19-21, 19-21        |
| 18-01               | Montecristo - Juiz de Fora | 3-1 | 19-21, 25-23, 21-19, 21-16 |
| 18-01               | RJ - São Bernardo          | 1-3 | 16-21, 21-17, 12-21, 14-21 |
| 18-01               | Sada - Volta Redonda       | 3-1 | 19-21, 22-20, 21-15, 21-18 |
| 18-01               | APAV - Sesi                | 1-3 | 20-22, 20-22, 21-16, 18-21 |
| 18-01               | Minas - BVC                | 3-1 | 21-18, 15-21, 21-17, 21-16 |

| Diciassettesima giornata |                            |     |                                   |
|                          |                            |     |                                   |
| 01-02                    | Minas - VBCE               | 2-3 | 19-21, 21-9, 26-24, 19-21, 15-17  |
| 01-02                    | BVC - Sesi                 | 2-3 | 21-17, 21-13, 22-24, 15-21, 14-16 |
| 01-02                    | APAV - Sada                | 2-3 | 16-21, 21-19, 21-19, 18-21, 8-15  |
| 01-02                    | Volta Redonda - RJ         | 3-1 | 21-16, 21-16, 13-21, 21-16        |
| 01-02                    | São Bernardo - Montecristo | 3-2 | 21-13, 19-21, 12-21, 21-17, 15-8  |
| 01-02                    | Juiz de Fora - Funvic      | 3-2 | 18-21, 21-18, 21-16, 17-21, 23-21 |

| Diciottesima giornata |                             |     |                                   |
|                       |                             |     |                                   |
| 06-02                 | Sesi - Minas                | 2-3 | 22-20, 20-22, 21-18, 17-21, 13-15 |
| 08-02                 | VBCE - Juiz de Fora         | 3-2 | 21-19, 13-21, 21-19, 21-23, 18-16 |
| 08-02                 | Funvic - São Bernardo       | 1-3 | 21-15, 18-21, 14-21, 14-21        |
| 08-02                 | Montecristo - Volta Redonda | 0-3 | 21-23, 17-21, 18-21               |
| 08-02                 | RJ - APAV                   | 2-3 | 25-23, 21-15, 15-21, 17-21, 13-15 |
| 08-02                 | BVC - Sada                  | 0-3 | 18-21, 17-21, 14-21               |

| Diciannovesima giornata |                             |     |                                   |
|                         |                             |     |                                   |
| 11-02                   | Sesi - VBCE                 | 3-1 | 21-18, 19-21, 21-19, 21-17        |
| 11-02                   | Minas - Sada                | 3-2 | 16-21, 21-18, 11-21, 21-17, 15-13 |
| 12-02                   | BVC - RJ                    | 3-0 | 21-19, 21-15, 21-17               |
| 11-02                   | APAV - Montecristo          | 3-0 | 21-12, 21-13, 21-19               |
| 11-02                   | Volta Redonda - Funvic      | 2-3 | 21-19, 21-18, 17-21, 19-21, 12-15 |
| 11-02                   | São Bernardo - Juiz de Fora | 1-3 | 20-22, 21-7, 15-21, 22-24         |

| Ventesima giornata |                              |     |                                  |
|                    |                              |     |                                  |
| 15-02              | VBCE - São Bernardo          | 1-3 | 21-19, 19-21, 18-21, 18-21       |
| 15-02              | Juiz de Fora - Volta Redonda | 3-1 | 17-21, 32-20, 21-16, 21-14       |
| 15-02              | Funvic - APAV                | 0-3 | 17-21, 18-21, 20-22              |
| 15-02              | Montecristo - BVC            | 0-3 | 21-23, 18-21, 15-21              |
| 15-02              | RJ - Minas                   | 0-3 | 17-21, 11-21, 12-21              |
| 15-02              | Sada - Sesi                  | 2-3 | 22-20, 16-21, 18-21, 21-14, 8-15 |

| Ventunesima giornata |                              |     |                                   |
|                      |                              |     |                                   |
| 04-02                | Sada - VBCE                  | 3-0 | 21-17, 21-13, 21-15               |
| 22-02                | Sesi - RJ                    | 2-3 | 21-18, 18-21, 20-22, 21-12, 20-22 |
| 04-02                | Minas - Montecristo          | 0-3 | 16-21, 20-22, 19-21               |
| 22-02                | BVC - Funvic                 | 3-0 | 25-17, 21-19, 21-18               |
| 22-02                | APAV - Juiz de Fora          | 1-3 | 21-18, 21-23, 21-23, 18-21        |
| 22-02                | Volta Redonda - São Bernardo | 3-2 | 21-18, 21-12, 17-21, 18-21, 15-10 |

| Ventiduesima giornata |                      |     |                            |
|                       |                      |     |                            |
| 26-02                 | VBCE - Volta Redonda | 3-1 | 21-12, 21-23, 21-19, 21-17 |
| 26-02                 | São Bernardo - APAV  | 3-0 | 21-15, 21-19, 21-17        |
| 26-02                 | Juiz de Fora - BVC   | 3-1 | 21-19, 22-24, 21-15, 21-19 |
| 26-02                 | Funvic - Minas       | 3-1 | 21-17, 21-14, 10-21, 21-17 |
| 26-02                 | Montecristo - Sesi   | 1-3 | 21-17, 14-21, 17-21, 19-21 |
| 26-02                 | RJ - Sada            | 0-3 | 20-22, 15-21, 17-21        |

#### Classifica
| Pos. | Squadra       | Pt | G  | V  | P  | SV | SP | Ratio | PF    | PS    | Ratio |
| ---- | ------------- | -- | -- | -- | -- | -- | -- | ----- | ----- | ----- | ----- |
| 1.   | Sada          | 56 | 22 | 18 | 4  | 62 | 22 | 2,818 | 1 674 | 1 432 | 1,169 |
| 2.   | Sesi          | 55 | 22 | 19 | 3  | 61 | 23 | 2,652 | 1 678 | 1 507 | 1,113 |
| 3.   | BVC           | 42 | 22 | 14 | 8  | 50 | 33 | 1,515 | 1 630 | 1 535 | 1,062 |
| 4.   | Minas         | 37 | 22 | 13 | 9  | 46 | 38 | 1,211 | 1 615 | 1 556 | 1,038 |
| 5.   | RJ            | 34 | 22 | 11 | 11 | 43 | 41 | 1,049 | 1 585 | 1 622 | 0,977 |
| 6.   | APAV          | 31 | 22 | 11 | 11 | 41 | 45 | 0,911 | 1 605 | 1 615 | 0,994 |
| 7.   | São Bernardo  | 30 | 22 | 10 | 12 | 38 | 48 | 0,792 | 1 602 | 1 638 | 0,978 |
| 8.   | VBCE          | 27 | 22 | 10 | 12 | 36 | 45 | 0,800 | 1 543 | 1 576 | 0,979 |
| 9.   | Juiz de Fora  | 25 | 22 | 8  | 14 | 33 | 52 | 0,635 | 1 593 | 1 717 | 0,928 |
| 10.  | Funvic        | 21 | 22 | 7  | 15 | 30 | 52 | 0,577 | 1 486 | 1 606 | 0,925 |
| 11.  | Volta Redonda | 19 | 22 | 6  | 16 | 32 | 51 | 0,627 | 1 542 | 1 639 | 0,941 |
| 12.  | Montecristo   | 19 | 22 | 5  | 17 | 31 | 53 | 0,585 | 1 549 | 1 659 | 0,934 |

      Qualificata ai play-off scudetto.
      Retrocessa in Superliga Série B.

### Play-off
|  | Quarti di finale | Quarti di finale | Quarti di finale | Quarti di finale | Quarti di finale |  |  | Semifinali | Semifinali | Semifinali | Semifinali | Semifinali |  |  | Finale | Finale | Finale |  |
|  |                  |                  |                  |                  |                  |  |  |            |            |            |            |            |  |  |        |        |        |  |
|  | 1                | Sada             | Sada             | 3                | 3                |  |  |            |            |            |            |            |  |  |        |        |        |  |
|  | 8                | VBCE             | VBCE             | 0                | 1                |  |  | 1          | Sada       | Sada       | 3          | 3          |  |  |        |        |        |  |
|  | 4                | Minas            | Minas            | 3                | 3                |  |  | 4          | Minas      | Minas      | 0          | 0          |  |  |        |        |        |  |
|  | 5                | RJ               | RJ               | 0                | 1                |  |  |            |            |            |            |            |  |  | 1      | Sada   | 3      |  |
|  | 2                | Sesi             | Sesi             | 3                | 3                |  |  |            |            | 2          | Sesi       | 0          |  |  |        |        |        |  |
|  | 7                | São Bernardo     | São Bernardo     | 2                | 1                |  |  | 2          | Sesi       | Sesi       | 3          | 3          |  |  |        |        |        |  |
|  | 3                | BVC              | BVC              | 3                | 3                |  |  | 3          | BVC        | BVC        | 1          | 2          |  |  |        |        |        |  |
|  | 6                | APAV             | APAV             | 2                | 1                |  |  |            |            |            |            |            |  |  |        |        |        |  |

#### Quarti di finale
| Gara 1 |                     |     |                                   |
|        |                     |     |                                   |
| 08-03  | Sada - VBCE         | 3-0 | 21-15, 21-14, 21-17               |
| 08-03  | Minas - RJ          | 3-0 | 26-24, 21-17, 21-18               |
| 09-03  | Sesi - São Bernardo | 3-2 | 19-21, 22-20, 12-21, 21-15, 15-9  |
| 07-03  | BVC - APAV          | 3-2 | 16-21, 21-16, 17-21, 21-11, 17-15 |

| Gara 2 |                     |     |                            |
|        |                     |     |                            |
| 13-03  | VBCE - Sada         | 1-3 | 17-21, 18-21, 21-16, 14-21 |
| 11-03  | RJ - Minas          | 1-3 | 21-23, 21-18, 14-21, 19-21 |
| 14-03  | São Bernardo - Sesi | 1-3 | 21-18,13-21, 14-21, 15-21  |
| 10-03  | APAV - BVC          | 1-3 | 18-21, 31-33, 21-15, 17-21 |

#### Semifinali
| Gara 1 |              |     |                            |
|        |              |     |                            |
| 22-03  | Minas - Sada | 3-0 | 21-11, 21-18, 21-16        |
| 25-03  | Sesi - BVC   | 3-1 | 30-28, 17-21, 21-14, 22-20 |

| Gara 2 |              |      |                                  |
|        |              |      |                                  |
| 29-03  | Minas - Sada | 0-3' | 17-21, 17-21, 16-21              |
| 05-04  | BVC - Sesi   | 2-3  | 15-21, 19-21, 21-17, 21-17, 9-15 |

#### Finale
| Gara 1 |             |     |                     |
|        |             |     |                     |
| 13-04  | Sada - Sesi | 3-0 | 21-19, 21-17, 21-18 |

## Premi individuali
| Premio                | Nome                 | Squadra       |
| --------------------- | -------------------- | ------------- |
| Miglior attaccante    | Yoandy Leal          | Sada          |
| Miglior muro          | Gustavo Bonatto      | BVC           |
| Miglior servizio      | Vinícius de Siqueira | BVC           |
| Miglior palleggiatore | William Arjona       | Sada          |
| Miglior ricevitore    | Benedito Canuto      | Volta Redonda |
| Migliore difesa       | Rodrigo Rodrigues    | São Bernardo  |

## Classifica finale
| Pos                | Squadra       | Qualificazione                        |
| ------------------ | ------------- | ------------------------------------- |
| Brasile (bandiera) | Sada          | Campionato sudamericano per club 2015 |
| 2                  | Sesi          |                                       |
| 3                  | BVC           |                                       |
| 4                  | Minas         |                                       |
| 5                  | RJ            |                                       |
| 6                  | APAV          |                                       |
| 7                  | São Bernardo  |                                       |
| 8                  | VBCE          |                                       |
| 9                  | Juiz de Fora  |                                       |
| 10                 | Funvic        |                                       |
| 11                 | Volta Redonda |                                       |
| 12                 | Montecristo   |                                       |

## Statistiche
| Rendimento individuale | Rendimento individuale | Rendimento individuale | Rendimento individuale |
| Pos.                   | Nome                   | Punti                  | Squadra                |
| ---------------------- | ---------------------- | ---------------------- | ---------------------- |
| 1                      | Wallace de Souza       | 374                    | Sada                   |
| 2                      | Ángel Dennis           | 348                    | APAV                   |
| 3                      | Ricardo Lucarelli      | 317                    | Sesi                   |
| 4                      | Rodrigo Pinto          | 310                    | BVC                    |
| 5                      | Evandro Guerra         | 305                    | Sesi                   |
| 6                      | Fabrício Dias          | 304                    | VBCE                   |
| 7                      | Leonardo Alves         | 275                    | São Bernardo           |
| 8                      | Yoandy Leal            | 268                    | Sada                   |
| 9                      | Diogo Silva            | 267                    | BVC                    |
| 10                     | Lucas Saatkamp         | 259                    | Sesi                   |